# Bisbat de Chiang Rai
El bisbat de Chiang Rai (tailandès: เขตมิสซังเชียงราย; llatí: Dioecesis Chiangraiensis) és una seu de l'Església catòlica a Església catòlica a Tailàndia, sufragània de l'arquebisbat de Bangkok. Al 2019 tenia 22.108 batejats d'un total de 2.659.656habitants. Està regida pel bisbe Joseph Vuthilert Haelom.

## Territori
El bisbat comprèn les províncies de Chiang Rai, Nan, Phayao, Phrae i el districte de Ngao a la província de Lampang.
La seu episcopal és la ciutat de Chiang Rai, on es troba la catedral del  Nativitat de la Mare de Déu
El territori s'estén sobre 37.839 km² i està dividit en 19 parròquies.

## Història
La diòcesi de Chiang Rai va ser erigida pel papa Francesc mitjançant la butlla Petitum est del 25 d'abril de 2018, prenent el territori de la diòcesi de Chiang Mai.

## Cronologia episcopal
- Joseph Vuthilert Haelom, des del 25 d'abril de 2018

## Estadístiques
A finals del 2019, el vicariat apostòlic tenia 22.108 batejats sobre una població de 2.659.656 persones, equivalent al 0,8% del total.
| any  | població | població  | població | sacerdots | sacerdots       | sacerdots       | sacerdots             | diàques | religiosos | religiosos | parroquies |
| ---- | -------- | --------- | -------- | --------- | --------------- | --------------- | --------------------- | ------- | ---------- | ---------- | ---------- |
| any  | batejats | total     | %        | total     | clergat secular | clergat regular | batejats por sacerdot | diàques | homes      | dones      |            |
| 2018 | 18.062   | 2.683.794 | 0,7      | 47        | 6               | 41              | 384                   |         |            | 51         | 16         |
| 2019 | 22.108   | 2.659.656 | 0,8      | 33        | 11              | 22              | 669                   |         | 23         | 79         | 19         |